# Шомйок
Шомйок (Шамйок) — река в России, течёт по территории Ловозерского района Мурманской области. Впадает в озеро Сикир на высоте 178 м над уровнем моря.
Длина реки составляет 10 км, площадь водосборного бассейна 26,4 км².

## Данные водного реестра
По данным государственного водного реестра России относится к Баренцево-Беломорскому бассейновому округу, водохозяйственный участок реки — реки бассейна Белого моря от западной границы бассейна реки Йоканга (мыс Святой Нос) до восточной границы бассейна реки Нива, без реки Поной. Речной бассейн реки — бассейны рек Кольского полуострова и Карелии.
Код объекта в государственном водном реестре — 02020000212101000009176.